# Liste der Kulturdenkmäler in Gappenach
In der Liste der Kulturdenkmäler in Gappenach sind alle Kulturdenkmäler der rheinland-pfälzischen Ortsgemeinde Gappenach aufgeführt. Grundlage ist die Denkmalliste des Landes Rheinland-Pfalz (Stand: 27. Oktober 2023).

## Einzeldenkmäler
| Bezeichnung                         | Lage                                                | Baujahr         | Beschreibung | Bild                                    |
| ----------------------------------- | --------------------------------------------------- | --------------- | --- | --------------------------------------- |
| Wegekreuz                           | Hauptstraße, bei Nr. 3 Lage                         | 1738            | Wegekreuz, bezeichnet 1738 | BW                                      |
| Hofanlage                           | Hauptstraße 7 Lage                                  | 1884            | Hofanlage; Bruchsteinbau, bezeichnet 1884, Bruchstein-Ökonomiegebäude, teilweise Fachwerk; Gesamtanlage                                                                        | BW                                      |
| Hofanlage                           | Hauptstraße 10 Lage                                 | 18. Jahrhundert | Hofreite; Bruchsteinbau, 18. Jahrhundert; Fachwerk-Ökonomietrakt, teilweise massiv; Gesamtanlage                                                                               | BW                                      |
| Katholische Pfarrkirche St. Maximin | Kolpingstraße 3 Lage                                |                 | Mauerwerk weitgehend romanisch, ursprünglich wohl Basilika, Umbau zur Saalkirche im 16. oder 17. Jahrhundert; außen: Grabplatte, 1679; Gesamtanlage mit Pfarrhaus und Friedhof | weitere Bilder Fotos hochladen          |
| Friedhof                            | Kolpingstraße 3, auf dem Friedhof Lage              | ab 1591         | Grabkreuze, 17. und 18. Jahrhundert, unter anderem Grabstein von 1591; Wegekreuz, bezeichnet 1754; Kriegerdenkmal, relieferter Pylon; Wegekreuz, bezeichnet 1712               | Fotos hochladen                         |
| Hofanlage                           | Kolpingstraße 6–8 Lage                              | 19. Jahrhundert | Hofreite; Wohnhaus, Scheunen und Stallgebäude, 19. Jahrhundert; bauliche Gesamtanlage                                                                                          | BW                                      |
| Wegekreuz                           | Kolpingstraße, bei Nr. 19 Lage                      | 1908            | Wegekreuz, bezeichnet 1908 | BW                                      |
| Kapelle                             | Kolpingstraße, gegenüber Nr. 40 Lage                | ab 1696         | Kapelle; Basaltkreuz, 19. Jahrhundert; Wegekreuz, bezeichnet 1696 | Fotos hochladen                         |
| Scheune                             | Kolpingstraße, Ecke Hauptstraße Lage                | 19. Jahrhundert | Scheune mit abgetreppten Backsteinornamenten, 19. Jahrhundert | BW                                      |
| Wegekreuz                           | an der K 46 Richtung Neumühle                       | 1712            | Wegekreuz, 1712 (?) | Direkt Bild zu diesem Denkmal hochladen |
| Wegekreuz                           | außerhalb des Ortes                                 | 1760            | Wegekreuz; reliefiertes Nischenkreuz, bezeichnet 1760 | Direkt Bild zu diesem Denkmal hochladen |
| Wegekreuz                           | nördlich des Ortes an der L 113 Richtung Polch Lage | 1693            | Wegekreuz, bezeichnet 1693 | BW                                      |
| Kapelle                             | nördlich des Ortes bei der Mehlmühle Lage           | 19. Jahrhundert | Kapelle, 19. Jahrhundert; Wegekreuz, Nischentyp, bezeichnet 1647 und 1616; auf dem Hoftor Grabkreuz, bezeichnet 1676                                                           | BW                                      |
| Kapelle                             | nördlich des Ortes bei der Gänsmühle Lage           | 19. Jahrhundert | Kapelle; Backsteinbau, 19. Jahrhundert | BW                                      |
| Wegekreuz                           | nördlich des Ortes am Birkenhof Lage                | 1624            | Wegekreuz, Nischentyp, 1624 | BW                                      |